# حصن آل منيباري (سيئون)

تعديل مصدري - تعديل

حصن ال منيبارى هي إحدى قرى عزلة سيئون بمديرية سيئون التابعة لمحافظة حضرموت، بلغ تعداد سكانها 927 نسمة حسب تعداد اليمن لعام 2004. يحدها من الجهة الشرقية منطقة مدودة (البلاد) ومن الجهة الغربية حصون آل جعفر بن بدر (العويني)، سميت بهذا الاسم لان أول من سكنها هم قبيلة آل منيباري (علي بن بدر بن عون) التي تنتسب لمشجر آل كثير (الكثيري) الهمداني، وأشهر الشخصيات فيها هم: السركال محمد عامر بن سعيد بن عامر بن منيباري سركال الدولة الكثيرية، الشيخ والكاتب المسرحي أحمد عيظة منيباري عاقل منطقة مدودة، الدكتور عبدالناصر منيباري وزير الصحة والسكان الأسبق، الأستاذ طلال محمد حسن منيباري مدير مكتب الهيئة للأبحاث وعلوم البحار، الشاعر الأستاذ نديم صالح سالم منيباري .[الإضافة تحتاج إلى مرجع]